# Zambia na Mistrzostwach Świata w Lekkoatletyce 2013
Zambia na Mistrzostwach Świata w Lekkoatletyce 2013 – reprezentacja Zambii podczas czempionatu w Moskwie liczyła 3 zawodników.

## Występy reprezentantów Zambii

### Mężczyźni
| Konkurencja   | Zawodnik          | Runda 1  | Runda 1 | Półfinał | Półfinał | Finał    | Finał   |
| Konkurencja   | Zawodnik          | Rezultat | Pozycja | Rezultat | Pozycja  | Rezultat | Pozycja |
| ------------- | ----------------- | -------- | ------- | -------- | -------- | -------- | ------- |
| Bieg na 800 m | Prince Mumba      | 1:47,85  | 29.     | NQ       | NQ       | NQ       | NQ      |
| Maraton       | Jordan Chipangama | —        | —       | —        | —        | 2:19:47  | 29.     |

### Kobiety
| Konkurencja   | Zawodnik         | Runda 1  | Runda 1 | Półfinał | Półfinał | Finał    | Finał   |
| Konkurencja   | Zawodnik         | Rezultat | Pozycja | Rezultat | Pozycja  | Rezultat | Pozycja |
| ------------- | ---------------- | -------- | ------- | -------- | -------- | -------- | ------- |
| Bieg na 100 m | Yvonne Nalishuwa | 12,47    | 40.     | NQ       | NQ       | NQ       | NQ      |